# Bắt nạt trong ngành y
Bắt nạt trong ngành y là phổ biến, đặc biệt các sinh viên hoặc thực tập sinh bác sĩ. Điều này ít nhất do một phần hậu quả từ cấu trúc phân cấp và phương pháp giảng dạy truyền thống bảo thủ trong ngành y có thể dẫn đến các cuộc bắt nạt.
Theo Field, những kẻ hay bắt nạt bị thu hút bởi các ngành nghề chăm sóc sức khỏe, như y tế, do có nhiều cơ hội để thể hiện sức mạnh quyền lực với khách hàng, nhân viên và sinh viên dễ bị tổn thương.
Trong khi mẫu số chung của nạn nhân là những người yếu đuối với bên ngoài nổi bật dể bị bắt nạt, ngày càng có nhiều bằng chứng cho thấy những kẻ bắt nạt, thường hay ghen tị và đố kị, chọn những sinh viên ưu tú nhất và lành nghề nhất, bởi sự hiện diện của họ cũng đủ đã làm cho kẻ bắt nạt cảm thấy không an toàn. Nạn nhân thường là người đạt thành tích cao trong học tập và khả năng đứng đầu lớp trong suốt những năm học. Khi các sinh viên y khoa phải tranh đua với nhau, có thể khiến một số thực tập sinh bác sĩ muốn nổi bật giữa đám đông, họ đã sử dụng các kỹ thuật ngầm để đạt được sự công nhận học tập.
Vấn đề tràn lan về ngược đãi và bắt nạt sinh viên y khoa đã được nghiên cứu và báo cáo một cách có hệ thống trong một nghiên cứu JAMA năm 1990 của bác sĩ nhi khoa Henry K. Silver, phát hiện ra rằng 46,4% sinh viên tại một trường y đã bị lạm dụng tại một thời điểm nào đó trong trường; khi họ là người có thâm niên, con số này là 80,6%.
Trong một thử nghiệm năm 2002, 594 thành viên BMA được chọn ngẫu nhiên để hoàn thành một cuộc khảo sát bắt nạt, và 220 trong số 594 bác sĩ thực tập báo cáo đã bị bắt nạt trong năm trước. Báo cáo khảo sát cho thấy không có sự khác biệt về cấp bậc công việc hay tuổi tác.